# Partia Chrześcijańska (Litwa)
Partia Chrześcijańska (lit. Krikščionių partija, KP) – litewska partia polityczna o profilu chadeckim.

## Historia
Ugrupowanie powstało 23 stycznia 2010 w wyniku połączenia się Chrześcijańsko-Konserwatywnego Związku Socjalnego i Litewskiej Chrześcijańsko-Demokratycznej Partii. Na czele ugrupowania stanął Gediminas Vagnorius, były premier i dotychczasowy lider pierwszej z tych formacji.
Do ugrupowania przystąpiło początkowo dziesięciu posłów na Sejm kadencji 2008–2010, wśród nich Vidmantas Žiemelis (wybrany z listy Związku Ojczyzny) i Jonas Ramonas (wybrany z listy Porządku i Sprawiedliwości), a także grupa dotychczasowych parlamentarzystów frakcji Partii Wskrzeszenia Narodowego. Dwóch deputowanych odeszło później do Związku Ojczyzny. Na czele klubu poselskiego stanął Vidmantas Žiemelis. Partia Chrześcijańska wystawiła swoich kandydatów do Sejmu w 2012, lista krajowa uzyskała poparcie na poziomie około 1,2%, żaden z kandydatów z okręgów jednomandatowych nie wszedł do drugiej tury. W 2013 KP przyłączyła się do Partii Pracy.